# Þórður Sveinbjörnsson
Þórður Sveinbjörnsson, född 4 september 1786 i Ytra-Hólmi i Akranes, död 20 februari 1856 i Reykjavik, var en isländsk ämbetsman.
Þórður blev student 1802, men kom först 1817 till Köpenhamns universitet och blev candidatus juris 1820. Efter att ha arbetat i Rentekammeret blev han 1822 sysselman i Arnessýsla, 1834 assessor i Landsoverretten och 1836 justitiarius. Han var huvudstiftaren av Sydamtets lantbrukssällskap (1837) och redigerade för detta ett Búnaðarrit (Reykjavik 1839–1846). För det arnamagneanska legatet ombesörjde han med undantag av inledningen utgåvan av "Grágás" (I–II, Köpenhamn 1829) och utgåvan av "Járnsiða" (Köpenhamn 1847). För det isländska litteratursällskapet utgav han Páll Vídalíns förklaringar till lagboken "{Jónsbók", Skýringar yfir Fornyrði Lögbókar (Reykjavik 1854) och skrev en längre biografi över P. Vidalin. Han var även kungavald medlem av alltinget.